# Lauderhill
Lauderhill é uma cidade localizada no estado americano da Flórida, no condado de Broward. Foi incorporada em 1959.

## Geografia
De acordo com o United States Census Bureau, a cidade tem uma área de 22,2 km², onde 22,1 km² estão cobertos por terra e 0,1 km² por água.

### Localidades na vizinhança
O diagrama seguinte representa as localidades num raio de 8 km ao redor de Lauderhill.

## Demografia
Segundo o censo nacional de 2010, a sua população é de 66 887 habitantes e sua densidade populacional é de 3 027,58 hab/km². Possui 29 519 residências, que resulta em uma densidade de 1 336,15 residências/km².

## Geminações
- Chaguanas, Chaguanas, Trinidad e Tobago
- Gemlik, Bursa, Turquia [5]
- Suzano, São Paulo, Brasil [6]